# Eckhard Wollenweber
Eckhard Wollenweber (Berlín, 1941) es un botánico, y pteridólogo alemán. Desarrolla actividades académicas en el Instituto de Botánica de la Universidad técnica de Darmstadt.

## Algunas publicaciones
- eckhard Wollenweber, marion Dörr. 2009. Exudate flavonoids of some Juglandaceae. Natural product communications 4 (2): 211-2
- -----------------------------, ralf Fischer, marion Dörr, kathryn Irvine, cliff Pereira, jan f. Stevens. 2008. Chemodiversity of exudate flavonoids in Cassinia and Ozothamnus (Asteraceae, Gnaphalieae). Zeitschrift für Naturforschung. J. of biosciences 63 (9-10): 731-9
- -----------------------------, matthias Christ, hugh Dunstan, james n. Roitman, jan f. Stevens. 2005. Exudate flavonoids in some Gnaphalieae and Inuleae (Asteraceae). Zeitschrift für Naturforschung. J. of biosciences 60(9-10):671-8

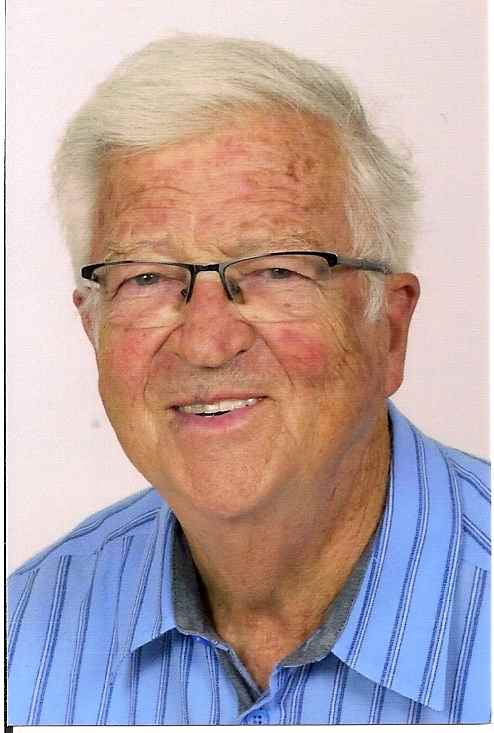

## Eponimia
Especies
- (Adiantaceae) Aleuritopteris wollenweberi Fraser-Jenk.[1]